# Rangunschlinger
Der Rangunschlinger (Combretum indicum, Syn.: Quisqualis indica), in anderen Sprachen englisch Chinese honeysuckle oder Rangoon Creeper, spanisch quiscual, Filipino niyog-niyogan, Hindi Madhu Malti oder Madhumalti genannt, ist eine Pflanzenart aus der Gattung der Langfäden (Combretum) in der Familie der Flügelsamengewächse (Combretaceae).

## Beschreibung

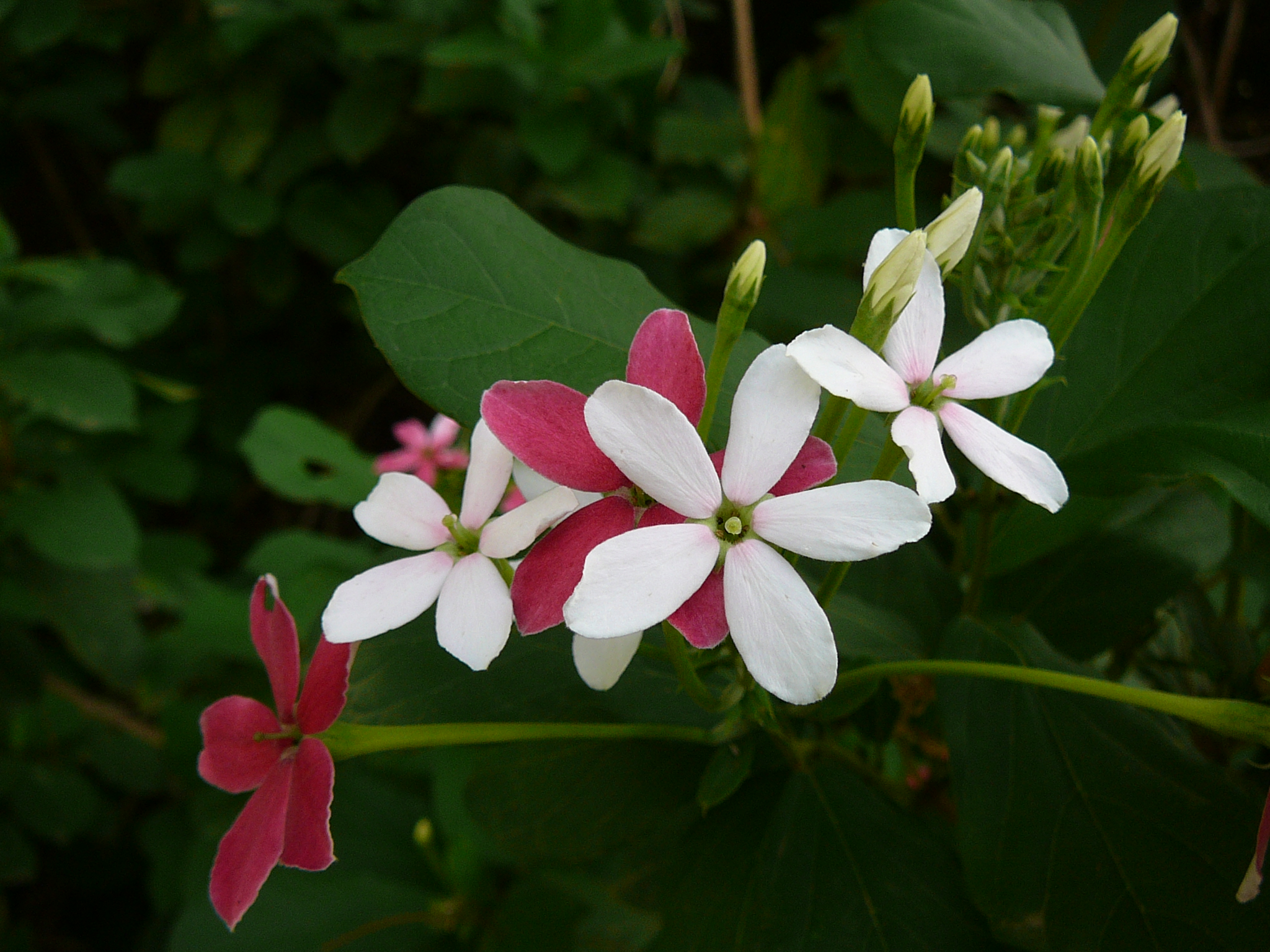
Rangunschlinger (Combretum indicum); man sieht weiße junge Blüten und rote ältere

Der Rangunschlinger wächst als immergrüne, schnellwüchsige, Liane, also als verholzende Schlingpflanze, die Wuchshöhen von bis über 10 Meter erreichen kann. Die Rinde ist gelb behaart. 
Die meist gegenständigen, bis 10 Millimeter lang gestielten, leicht ledrigen Laubblätter besitzen eine 5 bis 18 Zentimeter lange und 2,5 bis 7 Zentimeter breite elliptische oder eiförmige bis verkehrt-eiförmige Blattspreite. Die ganzrandigen, zugespitzten Blätter sind mehr oder weniger kurz behaart bis kahl sowie feinwärzlich. Die Nebenblätter fehlen. Die Blattstiele bleiben nach dem Abfallen der Blätter erhalten, verholzen dann dornenartig.
Es werden kurze, end- oder achselständige Ähren gebildet. Die sitzenden, zwittrigen, duftenden, oft hängende Blüten sind fünfzählig. Die schmale, schlanke und gelb-grüne, mehr oder weniger kurz behaarte Blütenbecherröhre ist 5 bis 9 Zentimeter lang. Die Kelchblätter sind nur kleine dreieckige, fein behaarte Zipfel. Die ausladenden, dachigen und verkehrt-eiförmigen, bis 2,5 Zentimeter langen Kronblätter ändern ihre Farbe von anfangs, am ersten Tag Weiß über die nächsten zwei Tage von Rosa bis Rot. Wobei sich dann auch die Bestäuber ändern. Es sind zehn kurze Staubblätter in zwei Kreisen oben in der Blütenbecherröhre, am Schlund, vorhanden. Der einkammerige Fruchtknoten ist unterständig mit langem, etwas vorstehendem Griffel und kopfiger Narbe. Es ist ein Diskus vorhanden.
Die kahle, 30 bis 40 Millimeter lange, scharf fünfkantige, -flügelige, ei- bis spindelförmige und spitze, einsamige, nicht öffnende Frucht ist anfangs rot, wird bei der Reife dunkelbraun. Die reife Frucht schmeckt nach Mandeln.

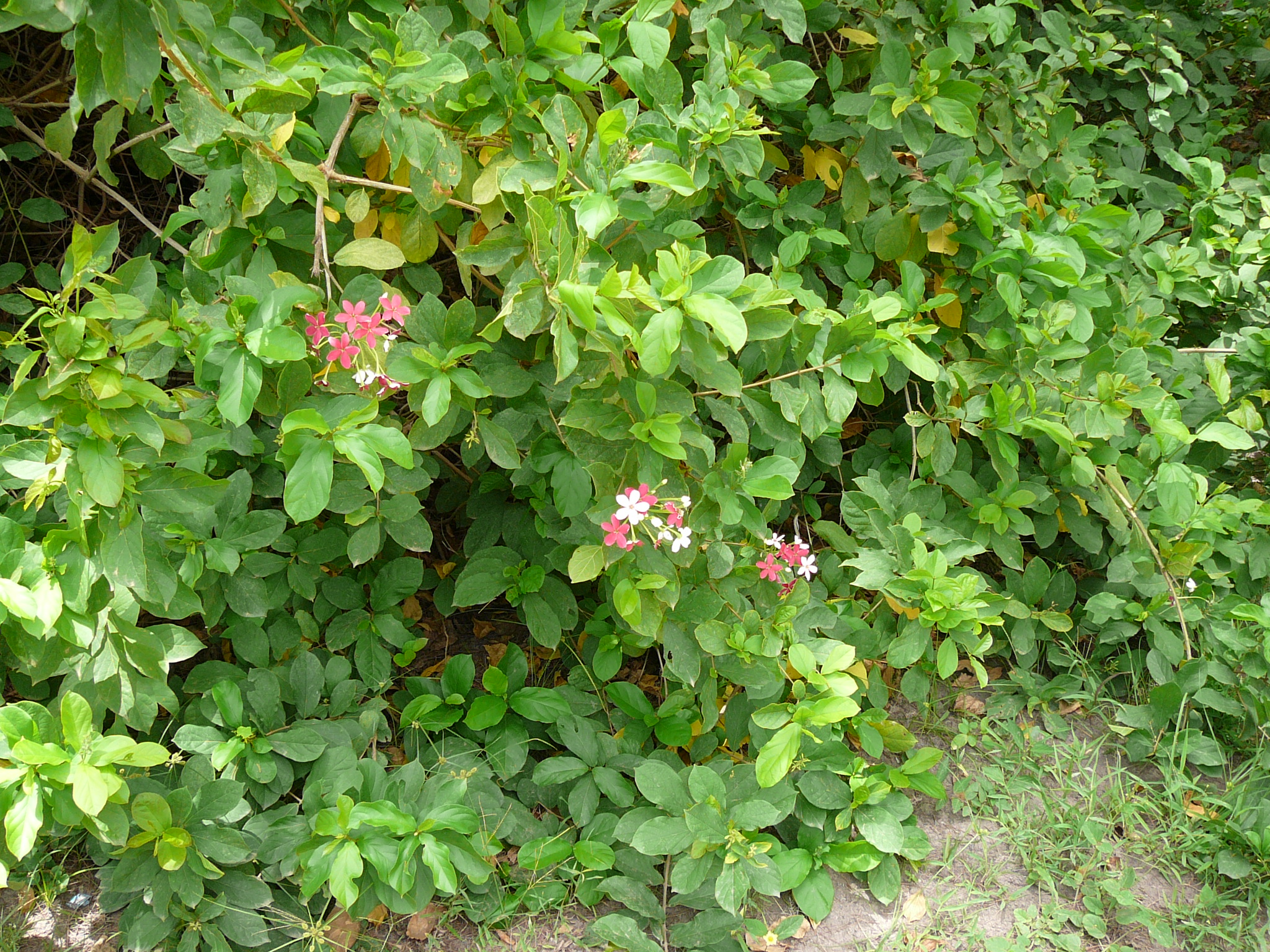
Habitus, Laubblätter und Blütenstände

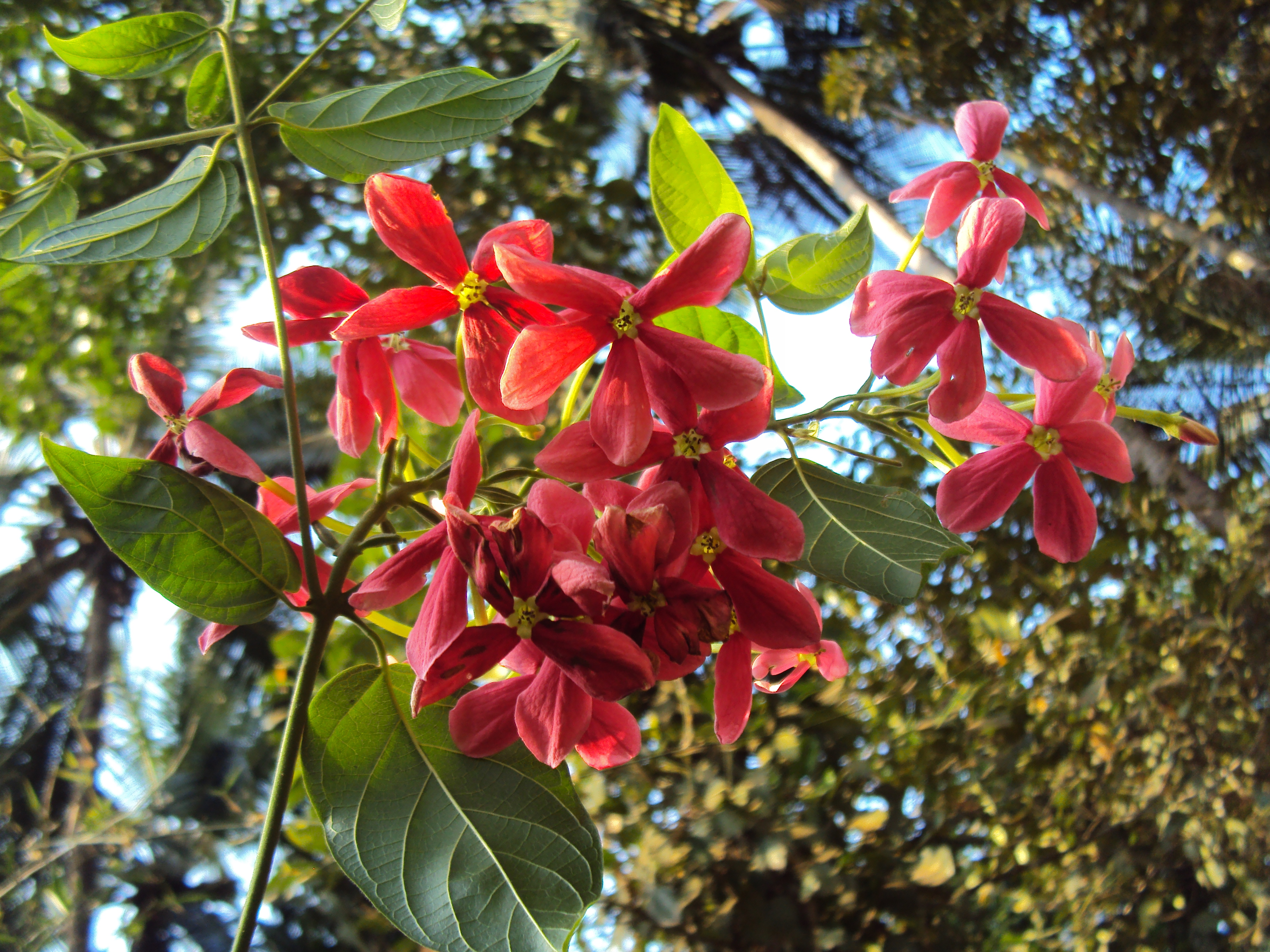
Rangunschlinger (Combretum indicum)

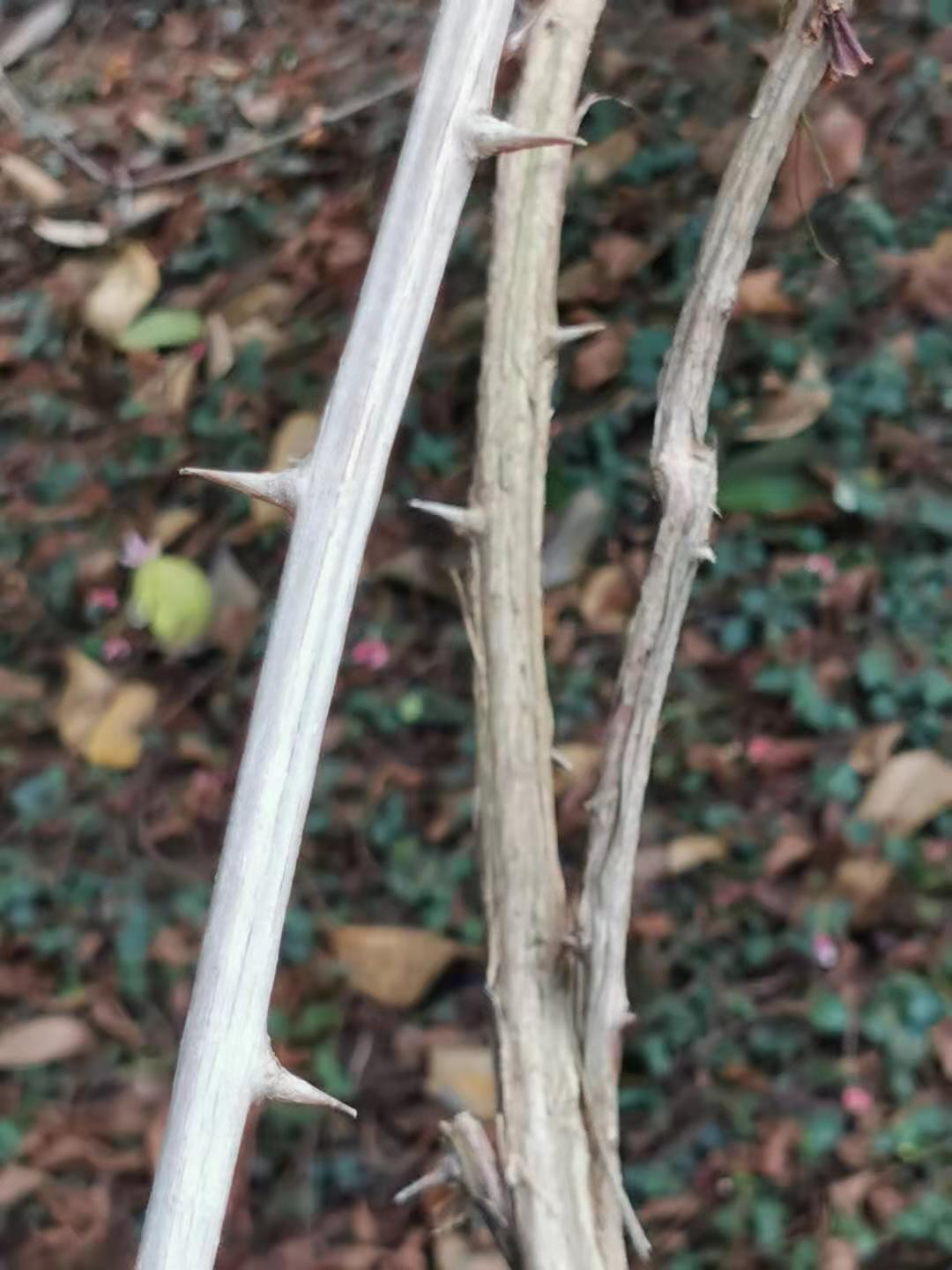
Verholzte „Blattstieldornen“

## Vorkommen
Die Areale des Rangunschlinger liegen auf Höhenlagen unterhalb von 1500 Meter in China, Bangladesch, Kambodscha, Indien (inklusive Andamanen), Indonesien, Laos, Malaysia, Myanmar, Nepal, Pakistan, Papua-Neuguinea, Singapur, Sri Lanka, Thailand, Vietnam, an der Küste Ostafrikas, Inseln des Indischen Ozeans, Pazifischen Inseln und den Philippinen. Der Rangunschlinger wird in Dickichten, Sekundärwäldern, primären Regenwäldern oder an Flussläufen gefunden. Diese Art wird nun in allen tropischen Bereichen als Zierpflanze kultiviert.

## Systematik
Synonyme für Combretum indicum sind: Quisqualis indica L., Kleinia quadricolor Crantz, Mekistus sinensis Lour. ex Gomes, Ourouparia enormis Yamam., Quisqualis glabra Burm.f., Quisqualis grandiflora Miquel, Quisqualis indica var. oxypetala Kurz, Quisqualis indica var. villosa (Roxb.) C.B.Clarke, Quisqualis longiflora C.Presl, Quisqualis loureiroi G.Don, Quisqualis obovata Schumach. & Thonn., Quisqualis pubescens Burm.f., Quisqualis sinensis Lindl., Quisqualis spinosa Blanco, Quisqualis villosa Roxb.

## Nutzung
Verschiedene Pflanzenteile werden in der traditionellen Medizin genutzt. Die Früchte werden als Wurmmittel verwendet, Packungen aus den Blättern gelten als Schmerzmittel. Eine pharmakologische Wirkung von Inhaltsstoffen dieser Pflanzenart wurde in Untersuchungen am Deutschen Krebsforschungszentrum Heidelberg an mehreren Tumorzelllinien bestätigt.
Die Samen sollen essbar sein.